# بوب ميرفي (مجدف)
بوب ميرفي (بالإنجليزية: Robert Murphy)‏ هو مجدف نيوزيلندي، ولد في 2 مارس 1950 في أوكلاند في نيوزيلندا.

## وصلات خارجية
- بوب ميرفي على موقع الاتحاد الدولي للتجديف (الإنجليزية)
- بوب ميرفي على موقع اللجنة الأولمبية الدولية (الإنجليزية)
- بوب ميرفي على موقع أوليمبيديا (الإنجليزية)